# Le Dix-septième Ciel
Pour plus de détails, voir Fiche technique et Distribution.
Le Dix-septième Ciel est un film français réalisé par Serge Korber, sorti en 1966.

## Fiche technique
- Titre original français : Le Dix-septième Ciel ou Un garçon, une fille ou Une page d'amour[1]
- Réalisation : Serge Korber, assisté d'Alain Nauroy
- Scénario : Serge Korber
- Dialogues : Pascal Jardin
- Musique : Alain Goraguer
- Décors : Daniel Guéret, Jean Mandaroux
- Photographie : Georges Barsky
- Son : Guy Villette
- Montage : Marie-Claire Korber
- Producteur : Guy Lacourt
- Société de production : Les Films Copernic
- Pays de production :  France
- Format : noir et blanc — 35 mm — son mono
- Genre : comédie sentimentale
- Durée : 85 minutes
- Dates de sortie : 
  - France : 27 avril 1966

## Distribution
- Jean-Louis Trintignant : François
- Marie Dubois : Marie
- Marcel Dalio : le maître d'hôtel
- Jean Lefebvre : le plongeur
- Paulette Dubost
- Maryse Martin
- Pierre Maguelon
- Lucien Raimbourg

### Revue de presse
- Gilbert Salachas, « Le Dix-septième Ciel », Téléciné no 129, Paris, Fédération des Loisirs et Culture Cinématographique (FLECC), juin-juillet 1966, p. 39,  (ISSN 0049-3287).
- Claude Fachard, "Le 17e siècle ", Le pèlerin du 20e siècle  n°4358 du 22 mai 1966, page 58. Extrait  : "Sans mièvreries, sans sensiblerie, sans un pleur mais avec beaucoup de sourires, Serge Korber conduit avec adresse son film jusqu'à son terme ".